# Fraccionamiento Geovillas los Pinos
Fraccionamiento Geovillas los Pinos är en ort i Mexiko.   Den ligger i kommunen Veracruz och delstaten Veracruz, i den sydöstra delen av landet, 300 km öster om huvudstaden Mexico City. Fraccionamiento Geovillas los Pinos ligger 19 meter över havet och antalet invånare är 12 840.
Terrängen runt Fraccionamiento Geovillas los Pinos är platt. Runt Fraccionamiento Geovillas los Pinos är det mycket tätbefolkat, med 1 221 invånare per kvadratkilometer. Närmaste större samhälle är Veracruz, 9,6 km öster om Fraccionamiento Geovillas los Pinos. Runt Fraccionamiento Geovillas los Pinos är det i huvudsak tätbebyggt.